# ダルマ (ウイグル人)
ダルマ（Darma、1279年 - ?）は、大元ウルスに仕えたウイグル人。『元史』などの漢文史料では答里麻(dālǐmá)と記される。

## 概要

### 生い立ち
ダルマはテムゲ・オッチギン家に使える書記官サルギスの孫で、幼いころからケシクテイ（宿衛）に入っていた。大徳11年（1307年）に御薬院ダルガチに任じられて以降、回回薬物院・僉湖北山南両道廉訪司事・監察御史といった職を歴任している。

### テムデルとの対立
ブヤント・カアン（仁宗アユルバルワダ）の治世にテムデルが専権を振るうと、ダルマはイリンチン・馬祖常らとともにその罪を弾劾した。また、テムデルの威を借りるウイグル人僧が違法に婦人を娶った時には自らの不利を顧みずこれを詰問したため、風紀は引き締められたという。その後、河東道廉訪副使の地位に就いた時には、隰州で酔った者を殴り殺したが逃亡した。
至治元年（1321年）、ブヤント・カアンの崩御によるゲゲーン・カアン（英宗シデバラ）の即位を切っ掛けに政界に復帰したテムデルは報復人事を行い、ダルマも職を辞した。至治2年（1322年）、ゲゲーン・カアンとの対立によりテムデルの権勢が衰えると、ダルマは燕南道廉訪副使とされた。ある時、開州ダルガチの石不花歹が有能なのを嫉んだ同僚がこれを告発したが、事情を察知したダルマが尽力し石不花歹は復職できたとの逸話が残っている。

### 廉訪使時代
泰定元年（1324年）、ゲゲーン・カアンの暗殺（南坡の変）という大事件を経てイェスン・テムル・カアン（泰定帝）が即位すると、ダルマは福建廉訪使に昇格となった。この頃、宦官のバヤンを通じた民からの搾取、宣政院判官が賄賂を取っていることなどを弾劾したと記録されている。
天暦2年（1329年）、クトクト・カアン（明宗コシラ）が急死するとジャヤガトゥ・カアン（文宗トク・テムル）が即位し、ダルマはジャヤガトゥ・カアン政権下で尽力したため、ジャヤガトゥ・カアンは錦衣を下賜してその功績を嘉している。天暦3年（1330年）には淮東廉訪使、至順2年（1331年）には刑部尚書に移った。また、大元ウルスでは新帝の即位後に諸王功臣に金銀を下賜することが通例となっていたが、ダルマはこれを削減するよう進言し、国庫を大いに助けたという。

### 大元ウルス末期
元統元年（1333年）、遼陽行省参知政事に昇格となった。この頃、高麗国からの使者が遼陽を通過する際には征東行省の印を用いていたが、ダルマは私書に公印を用いるのは許されないと指摘したため、使者は征東行省の印を押した書と布を返したという。
元統3年（1335年）、山東廉訪使に移ったが、この頃山東では盗賊が生じていた。ダルマは官吏の腐敗こそが群盗をもたらしたのだとして先に貪官汚吏を弾劾し、その後に兵を発して盗賊を討伐したため、斉・魯地方は安定した。
その後、大都路留守に任ぜられると、延春閣での宴でウカアト・カアン（順帝トゴン・テムル）より白鷹を下賜された。これより先、ダルマは皇帝より七星堂の修繕を命じられていたが、この年秋に七星堂を訪れた皇帝はその成果に満足し白金50両・錦衣を下賜したという。至正6年（1346年）には河南行省右丞に、至正7年（1347年）には陝西行台中丞とされたが、この時69歳で官を辞した。

## 高昌偰氏
- ヨシュムト（Yošmut ＞堊思弼/èsībì）
  - ビルゲ・ブカ（Bilge buqa ＞仳理伽普華/pǐlǐgā pǔhuá）
  - ユリン・テムル（Yulïn temür ＞岳璘帖穆爾/yuèlín tièmùĕr）
    - イトミシュ・ブカ（Itmiš buqa ＞益弥勢普華/yìmíshì pǔhuá）
    - トドゥンミシュ・ブカ（Tudunmiš buqa ＞都督弥勢普華/dōudūmíshì pǔhuá）
    - カイジュ・ブカ（Qaiǰu buqa ＞懐朱普華/huáizhū pǔhuá）
    - トゥルミシュ（Turmiš ＞都爾弥勢/dōuěrmíshì）
    - バサ・ブカ（Basa buqa ＞八撒普華/bāsā pǔhuá）
    - フレグ・ブカ（Hülegü buqa＞旭烈普華/xùliè pǔhuá）
    - コシャン（Qošang ＞各尚/gèshàng）
    - カラ・ブカ（Qara buqa ＞合剌普華/hélá pǔhuá）
      - 偰文質（xiè wénzhì）
        - 偰直堅（xiè zhíjiān）
        - 偰哲篤（xiè zhédǔ）
          - 偰遜（xiè xùn）
            - 偰長寿（xiè chángshòu）
            - 偰延寿（xiè yánshòu）
            - 偰福寿（xiè fúshòu）
            - 偰慶寿（xiè qìngshòu）
              - 偰循（xiè xún）

            - 偰眉寿（xiè méishòu）

        - 偰朝吾（xiè cháowú）
        - 偰列箎（xiè lièchí）
        - 偰玉立（xiè yùlì）

      - 越倫質（Yügrünči ＞yuèlúnzhì）
        - 善著（shànzhù）

    - トゥケリク・ブカ（Tükellig buqa ＞独可理普華/dúkělǐ pǔhuá）
    - トレ・ブカ（Töre buqa ＞脱烈普華/tuōliè pǔhuá）
- トキシュ（Toqiš ＞多和思/duōhésī）
  - サルギス（Sargïs ＞撒吉思/sājísī）
    -       - ダルマ（Dharma ＞答里麻/dālǐmá）